# 斯坦尼斯瓦夫·斯克罗瓦切夫斯基
斯坦尼斯瓦夫·帕维乌·斯特凡·扬·塞巴斯蒂安·斯克罗瓦切夫斯基（波蘭語：Stanisław Paweł Stefan Jan Sebastian Skrowaczewski，發音：[staˌɲiswaf skrɔvaˈt͡ʂɛfskʲi]；1923年10月3日—2017年2月21日），波兰裔美国古典指挥家、作曲家。

## 生平
斯克罗瓦切夫斯基出生于波兰第二共和国利沃夫（现位于乌克兰）。他4岁时开始学习钢琴和小提琴，7岁便创作了他的第一部交响作品。11岁时便在波兰的电台上作为钢琴家首次亮相，之后又于1936年在利沃夫音乐协会上担任钢琴演奏兼指挥演出了贝多芬的c小调第三钢琴协奏曲。1941年，因德军轰炸造成的砖墙倒塌，造成了他手部永久性的神经损伤，结束了其钢琴生涯，之后他便专注于作曲和指挥。
二战后，斯克罗瓦切夫斯基从克拉科夫音乐学院毕业（作曲老师是罗曼·帕莱斯特，指挥老师是瓦莱里安·别尔佳耶夫），之后他先后在弗罗茨瓦夫爱乐（1946-1947）、卡托维兹国家爱乐（1949-1954）、克拉科夫爱乐（1955-1956）、華沙國家愛樂樂團（1957-1959）担任指挥。1947年，获得席曼诺夫斯基作曲奖，在法国政府的资助下于1947-49年前往巴黎跟随娜迪亚·布朗热学习作曲，随保罗·克列茨基学习指挥。
1956年，斯克罗瓦切夫斯基赢得在罗马举行的圣塞西莉亚指挥大赛，自此开启了他的国际职业生涯。1958年12月4日，应乔治·塞尔邀请，他指挥克利夫兰管弦乐团在美国首次亮相。1960年，因季米特里斯·米特罗普洛斯突然去世，斯克罗瓦切夫斯基接手了他与纽约爱乐的一系列音乐会并取得成功。同年，他被任命为明尼阿波利斯交响乐团（后于1968年改名明尼苏达管弦乐团）的音乐总监，他在那里工作至1979年，同年成为桂冠指挥。1981年，斯克罗瓦切夫斯基受美国作曲家论坛（当时称为明尼苏达州作曲家论坛）委任创作了一部单簧管协奏曲，并献给明尼苏达管弦乐团的单簧管首席乔·隆哥，他在1981年首演了这部作品。
1984年至1991年间他在曼彻斯特担任哈勒管弦乐团的首席指挥，期间他录制了布鲁克纳、勃拉姆斯和肖斯塔科维奇的交响曲。
1995年至1997年期间，斯克罗瓦切夫斯基担任密尔沃基交响乐团的艺术顾问。1998年，他在萨拉托加担任费城管弦乐团夏季乐季的常驻作曲家。他曾担任过费城管弦乐团和世界各地其他乐团的客座指挥。

斯克罗瓦切夫斯基于1995年完成的《想象帕萨卡利亚》（Passacaglia Immaginaria）在1997年得到普利策奖提名。1996年，明尼苏达管弦乐协会为了纪念肯和朱迪·戴顿，作品在明尼阿波利斯的管弦乐团大厅首演。
圣保罗室内乐团为了纪念他们第一任音乐执导利奥波德·斯派，委任斯克罗瓦切夫斯基创作一部室内协奏曲。他在1999年因乐队协奏曲得到了第二次普利策奖提名。
他的奖项包括波兰政府最高层级的国家勋章白鹰勋章，马勒-布鲁克纳协会授予的金牌，1973年的迪森指挥家大奖以及1976年的肯尼迪中心弗里德海姆大奖。
2017年2月21日，斯克罗瓦切夫斯基于圣路易斯公园去世，去世前几个月内曾两次中风。
麻省理工学院木管合奏团执导弗雷德里克·哈里斯著有斯克罗瓦切夫斯基的官方传记。

## 作品

### 录音
- 《想象帕萨卡利亚》 / 《室内协奏曲》 / 为A调单簧管和管弦乐团而作的协奏曲 - 萨尔布吕肯广播交响乐团；奥尔巴尼（英语：Albany Records） TROY481（2001）；由作曲家指挥
- 拉威爾管弦樂作品集2，VoxBox（CDX 5032），1991年
- 勃拉姆斯：第二钢琴协奏曲，伦敦交响乐团，吉娜·巴乔尔（英语：Gina Bachauer）（钢琴），Mercury（434 340-2），1994年
- 贝多芬：交响曲全集，萨尔布吕肯广播交响乐团，Oehms，2007年
- 布鲁克纳：11部交响曲，萨尔布吕肯广播交响乐团，Arte Nova，2007年[11]

### 作曲
斯克罗瓦切夫斯基创作有70多部作品。

## 个人生活
他的儿子保罗·塞巴斯蒂安是电子音乐组合Psykosonik和Basic Pleasure Model的创始人。
他生活在明尼苏达州韦扎塔。